# Pyrenestes
Genre
Pyrenestes est un genre de passereaux appartenant à la famille des Estrildidés

## Liste d'espèces
Selon la classification de référence du Congrès ornithologique international (version 2.11, 2012) :
- Pyrenestes ostrinus – Pyréneste ponceau
- Pyrenestes sanguineus – Pyréneste gros-bec
- Pyrenestes minor – Petit Pyréneste